# Christian Bollmann
Christian Bollmann (Hof, 19 de fevereiro de 1949) é um cantor, maestro e trompetista da Alemanha.
Após as primeiras turnês e a produção musical de suas canções no duo Midnight Circus, com Torsten Schmid, estudou trompete com Manfred Schoof na Universidade de Música de Colônia. Em 1969, descobriu o fenômeno do canto difônico numa apresentação da composição "Stimmung", de Karlheinz Stockhausen. Desde então, vêm trabalhando com instrumentos musicais exóticos e tecnologias musicais como repetições e eco.